# Hyltje Hepkes van der Zee
Hyltje Hepkes van der Zee (17 oktober 1754 - 10 november 1827), ook wel Hieltje of Hylke genoemd, was een boer te Jonkershuizen en adjunct-maire (functie uit de tijd van de Franse bezetting, vergelijkbaar met wethouder) van Tjerkwerd.

## Biografie
H.W.F. (Henk) Aukes beschrijft hem in zijn "Frisia Catholica" (het derde deel: Katholieke Friese Geslachten) als volgt:
Tjerkje Jans Taekema ging het leven in met een merkwaardig man: Hyltje Hepkes van der Zee. Boer in de Jonkershuizen. In Napoleons tijd was hij adjunct-maire en een deftig man. Hij was oud, zij jong. Genoemde functie oefende Hyltje uit in de gemeente Tjerkwerd, een van de gemeenten, waarin het Frans bestuur de kaart van Friesland verknipt had.
Hyltje woonde in 1828 reeds op de Hoytema State. Rond deze tijd bloeide het katholicisme in Friesland weer op. Deze religie werd in 1580 bij resolutie van de Staten van Friesland zo goed als verboden.
De Hoytema State had daarom een verborgen kapel met huisaltaar. Hierin stond een laat middeleeuwse Piëta of Nood Godsbeeldje, een beeldje van de Maagd Maria met het dode lichaam van haar Goddelijke zoon op de schoot.
De Piëta werd door Hyltje bij zijn vertrek uit de Hoytema State meegenomen. Het beeldje is door zijn nazaten verkocht aan een andere, uit Friesland vertrokken, Friese familie.